# Jans Kloppenburg-Versteegh

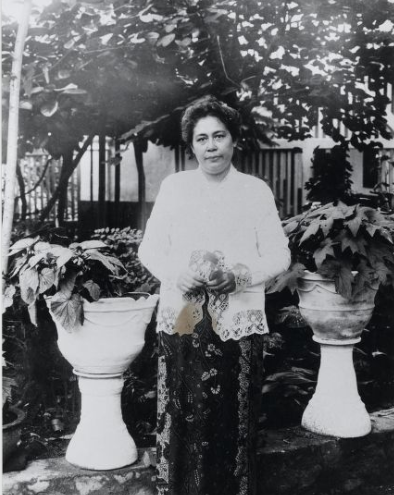
Jans Kloppenburg-Versteegh, 1904

Johanna Maria Carolina 'Jans' Kloppenburg-Versteegh (Plantage Soekamangli, Midden-Java, 16 mei 1862 – Malang, 4 oktober 1948) was een Nederlands-Indisch deskundige op het gebied van kruidengeneeskunde, en schrijfster. Zij publiceerde een handboek over het gebruik van kruiden bij de behandeling van ziekten dat in Nederlands-Indië een standaardwerk was in de ziekenverzorging.

## Biografie
Jans Versteegh was de dochter van Carolus Bartholomeus Versteegh en zijn vrouw Albertina Margaretha van Spreeuwenburg. Zij groeide op op Soekamangli, een grote koffieplantage op Midden-Java, waar haar vader administrateur was. Toen ze zeven was ging ze naar een kostschool van de zusters Ursulinen in Batavia.  Ze moest de kostschool verlaten toen ze twaalf was omdat haar vader financiële problemen had.

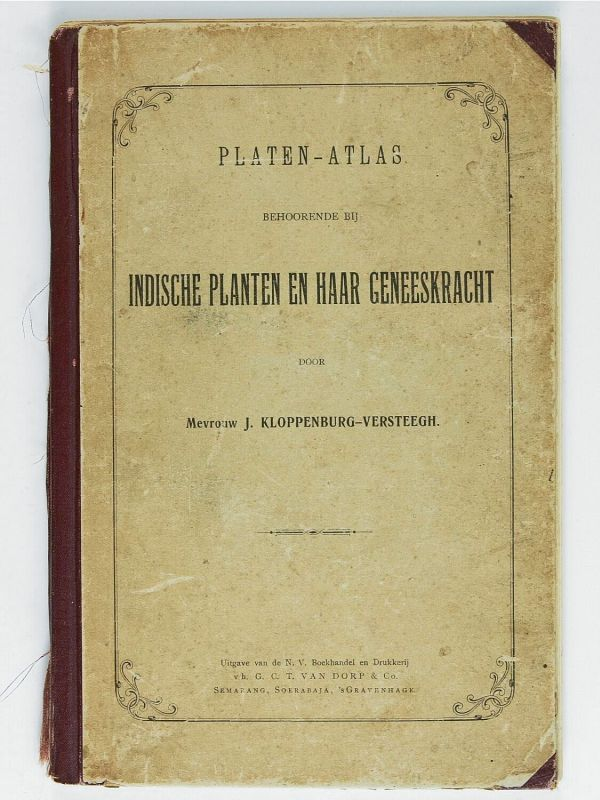
De platenatlas van Kloppenburgs boek 'De Indische planten en haar geneeskracht.'

Zij hielp haar moeder in het huishouden en bij de ziekenverzorging op de plantage. Zo raakte ze geïnteresseerd in het gebruik van geneeskrachtige kruiden.
In 1883 trouwde ze met Herman Kloppenburg; het echtpaar woonde eerst in Batavia en vanaf 1887 in Padang; ze kregen elf kinderen. Jans Kloppenburg bleef zich verdiepen in kruidengeneeskunde en begon een reputatie op te bouwen als kruidengenezeres. Zij maakte een studiereis naar Sumatra om daar van de inheemse volkeren te leren welke kruiden zij gebruikten. Rond 1900 verhuisde het gezin Kloppenburg naar Semarang. Van 1905 tot 1913 was ze daar presidente van de vereniging voor ziekenverpleging St. Elisabeth.
In 1906 gaf ze haar eerste boek uit: Indische planten en haar geneeskracht. Dit boek bevat een opsomming van kwalen en ziekteverschijnselen, de geschikte kruidenremedie en instructies over het bereiden van deze remedies. Kloppenburgs boek werd een begrip in Nederlands-Indië; het was een veelgebruikt handboek bij de verzorging van zieken. Enkele jaren laten volgde Wenken en raadgevingen betreffende het gebruik van Indische planten, vruchten, enz. In 1913 publiceerde ze Het leven van de Europeesche vrouw in Indië. Ze pleit in dit boek voor volksverheffing: Nederland moest in haar mening Indië sociaal en cultureel op een hoger plan brengen.
Toen Herman Kloppenburg  in 1914 met pensioen ging keerde het echtpaar terug naar Nederland. In 1937 ging Kloppenburg-Versteegh, inmiddels weduwe, met een van haar dochters terug naar Nederlands-Indië. In 1940 kwam haar derde boek uit, Eene Nabetrachting op mijn ‘Wenken en Raadgevingen’, een reactie op negatieve commentaren op haar eerste boek.
Tijdens de Japanse bezetting werden Kloppenburg en haar familie niet geïnterneerd omdat ze van Indo-Europese afkomst waren. Wel werd de plantage van haar zoon, waar zij op dat moment woonde, door de Japanners gevorderd. Kloppenburg-Versteegh ging bij een van haar dochters wonen en wist in haar onderhoud te voorzien door melkkoeien te houden. Ook de Japanners kenden haar reputatie op het gebied van kruidengeneeskunde; Kloppenburg-Versteegh werd geconsulteerd door hun legerartsen. Tijdens de bersiap kwamen de Kloppenburgs wel in een interneringskamp terecht. De inmiddels bejaarde Kloppenburg verzwakte daar snel. Zij overleed op 4 oktober 1948.

## Betekenis en nagedachtenis
Kloppenburg was één van een aantal Indo-Europese vrouwen die zich vanaf de tweede helft van de negentiende eeuw toelegden op kruidengeneeskunde. Bekend zijn ook 'Moeder Abbink' in Soerabaja, mevrouw Stoll in Semarang, Nonja Blokland en Nonja van Gent. Zij werden veel geraadpleegd door de Javaanse bevolking maar ook door op Java wonende Europeanen.
De expertise van Kloppenburg-Versteegh op het gebied van inheemse kruiden en hun geneeskrachtige werking kreeg bij haar leven erkenning, maar vooral buiten de reguliere professionele medische wereld. Ze groeide uit tot een autoriteit op het gebied van praktische ziekenverzorging en had een eigen trouwe kring van patiënten. Westerse artsen namen haar als genezeres niet serieus, hoewel ze respect hadden voor haar botanische kennis. 
In 2016 werd in Nijmegen een straat naar haar vernoemd.

## Publicaties
- Indische planten en haar geneeskracht + Platenatlas. 1906
- Wenken en raadgevingen betreffende het gebruik van Indische planten, vruchten, enz. + Platenatlas. Ca. 1911
- Het leeven van de Europeesche vrouw in Indië. 1913
- Eene Nabetrachting op mijn ‘Wenken en Raadgevingen’. 1940.
- Facsimile-uitgave van Indische planten en de bijbehorende platenatlas (jaren 1930), in: "Kijk in Kloppenburg!” De Indische planten van mevrouw J.M.C. Kloppenburg-Versteegh (1862-1948), met biografie door Vilan van de Loo. Bonneville, 2000